# Aeroportul Internațional Reno–Tahoe
Aeroportul Internațional Reno–Tahoe (IATA: RNO, ICAO: KRNO, FAA LID: RNO) este un aeroport din Nevada, Statele Unite ale Americii ce deservește zona Reno. Aeroportul a fost tranzitat în 2023 de 4.573.384 de pasageri. A fost deschis în 1929 și numit după zona deservită.
Situat la o altitudine de 1.346 m, aeroportul dispune de 3 piste.

## Infrastructură

### Piste
Aeroportul dispune de 3 piste: 
- pista 07/25 din beton, cu dimensiunile 6.102 picioare × 150 picioare
- pista 16L/34R din beton, cu dimensiunile 9.000 picioare × 150 picioare
- pista 16R/34L din beton, cu dimensiunile 11.001 picioare × 150 picioare